# Göcseji Falumúzeum

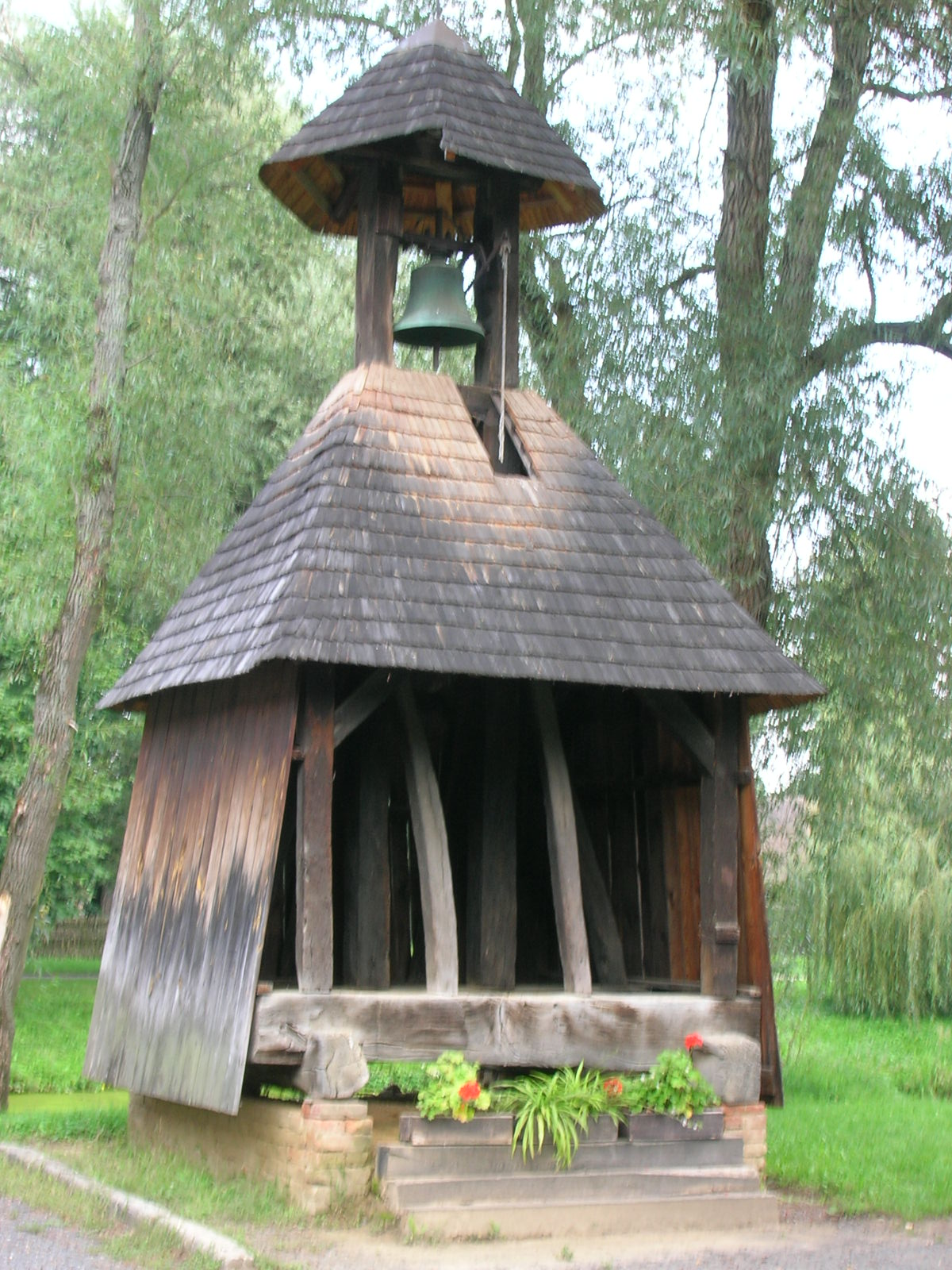
Harangláb

A Göcseji Falumúzeum skanzen Zalaegerszegen. Ez az első szabadtéri múzeum Magyarországon, 1968-ban nyílt meg. A falumúzeum Zalaegerszeg központjától nem messze, a Zala folyó egy holtága mellett terül el. A göcseji népi építkezés jeles példáit az eredeti helyén hagyott Hencz-féle vízimalom köré építették fel olyan elrendezésben, mintha egy 19. századbeli göcseji falu lenne: parasztházakkal, gazdasági épületekkel, templommal, kovácsműhellyel és malommal.
A göcseji kis települések a 20. századi útépítésekig megőrizték hagyományos szerkezetüket, a házak is az ősi építési módokat és formákat őrizték. Ennek a hagyományos életformának az utolsó emlékeit sikerült átmenteni az utókornak a múzeum megalapításával és továbbfejlesztésével.

## A kiállított objektumok
A szabadtéri gyűjteménybe kiválasztott épületeket – épülettípusuknak megfelelő – legrégebbi állapotukban építették vissza, így azok eredeti, építéskori formájukban láthatók, értékelhetők.  Például a legtöbb zsúpos tetejű boronaház elbontás előtti eredeti helyén már átépítve, kéményt kapott, a falumúzeumban történt felállításuk alkalmával az egykori formájukban, azaz kémény nélkül, füstös konyhával láthatók. A lakóházakban, a legrégebbi kivételével, a konyha és a kamra mellett szoba is van, az udvarokban pedig istállók, ólak, kutak, további kamrák épültek. A bemutatásból még a hegyi pincék sem maradtak ki, hiszen a 19. század végi filoxéravész előtti időkig (ami kipusztította a szőlők nagy részét) Zala megye jelentős bortermelő vidéknek számított. Az ország egyik legcsapadékosabb területén vagyunk, ott, ahol a sok eső, a sűrű, néhol szinte áthatolhatatlanul buja növényzet, a hatalmas erdőségek nem tették lehetővé a nagybirtokok létrejöttét. Az itt élők kisebb irtásterületeken gazdálkodtak, főként állattenyésztő paraszti életmódot alakítottak ki. A sovány, agyagos földben a növénytermelés csekély mértékű, a mindennapi szükségletet éppen csak kielégítette, ugyanis igen kemény munkával termett meg rajta a búza, az árpa, a zab és a rozs.  A rekonstruált faluban az ehhez illeszkedő lakó- és gazdasági épületek mellett a zalai falvak jellegzetes szakrális építményei: különböző típusú haranglábak – sőt egy fatemplom – és útmenti keresztek is láthatók. (az objektumok számozása a vázlat szerint)
- Bejárat, pénztár:

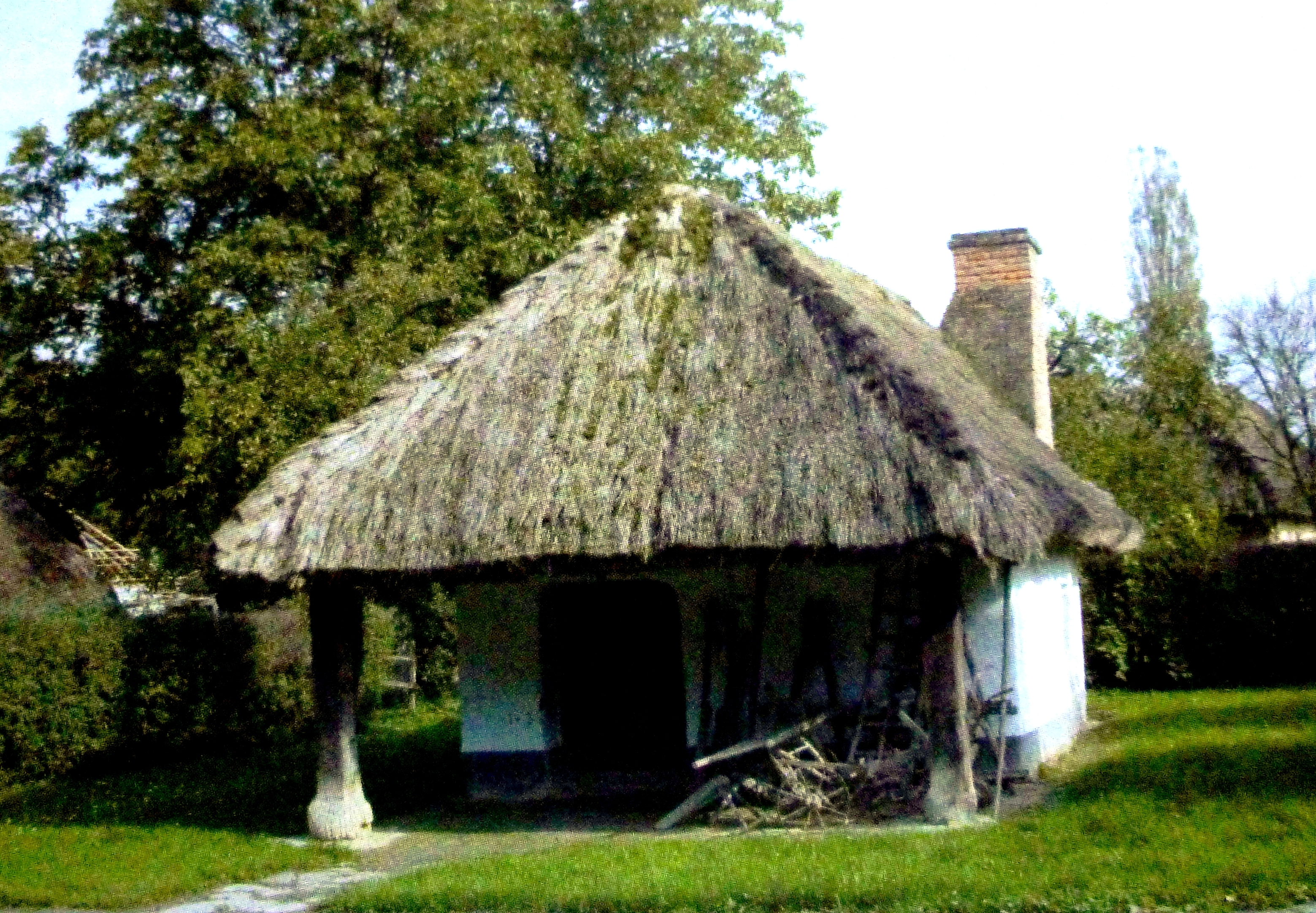
Hottói kovácsműhely

- Soós Antal hottói kovácsműhelye: A múzeumfalu legszélén, a bejárat mellett foglal helyet a Hottóról származó kovácsműhely, a kiállítás egyetlen földből épült vert falú épülete. A falumúzeumban látható műhely és a tárgyak múzeumba kerülésük előtt Soós Antal, hottói kovácsmesteré voltak. A 75 éves mester adata el az épülő kiállításhoz. Egy helyiségből áll. Előtte az úgynevezett patkolószínben tartotta a kovácsmester a javításra váró eszközöket, és itt patkolta a lovakat is. A leírások szerint Göcsejben, az önálló iparral foglalkozók közül a legtöbben a cipészek, csizmadiák és a kovácsok voltak. Az a gazda, akinek kevés birtoka és sok gyermeke volt, szívesen küldte az egyik fiát kovácsnak vagy bognárnak. A kovácshoz mindig szívesen jártak a falusiak, hiszen jól értesült emberek voltak, miután mindenki, aki megfordult náluk, innen-onnan híreket hozott. A kovácsok közül sokan a gyógyításhoz is értettek, így ha foga vagy csontja fájt valakinek, hozzájuk fordultak segítségért („csontkovácsok”).

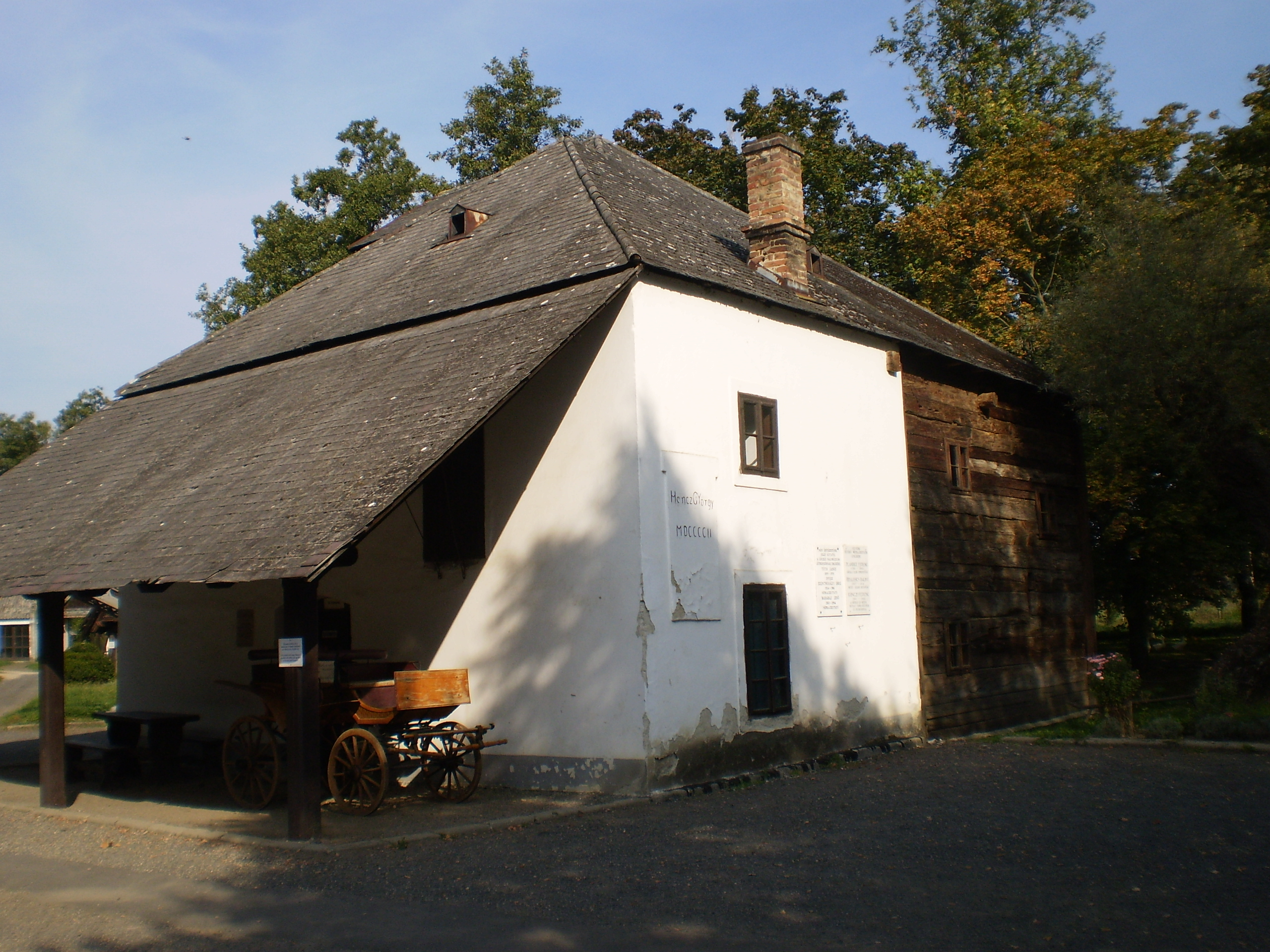
A Hencz-vízimalom

- Hencz-vízimalom: A  Zala folyó holtágának partján áll és a múzeum egyetlen olyan épülete, amelyet helyben őriztek meg. Köréje épült a 19. századi zalai népi építészetet bemutató múzeum falu. Nevét az utolsó tulajdonos, Hencz György után kapta, aki egészen 1952-ig üzemeltette. A malom története a 20. századnál régebbi időkre, a 18. századra nyúlik vissza. Átalakításának nyomait az épület szerkezete is megőrizte, mert oldalán jól látható a régi, fából épült  és a hozzátoldott tégla falak határa. A  20. század elején új gépekkel is bővítette Hencz György (hasábsziták, hengerszékek, az alulcsapott vízikerék módosítása). Miközben dolgozott a malom, a molnár éberen figyelte, hogy a víz erejének megfelelően mindig állandó sebességgel forogjon a vízikerék. A javításokat legtöbb esetben a molnár maga végezte el, mert meghibásodáskor nem volt idő kivárni, hogy a mesteremberek (ács, asztalos, kovács vagy bognár) megérkezzenek, hanem azonnal meg kellett javítani a berendezést. A molnárok így nagyon jó ezermesterek hírében is álltak.
- Budafai szoknyás harangláb (1888.)
- Kálócfai széles csonkakontyos ház
- Náprádfai ház
- Kerkafalvi gémeskút
- Kálócfai méhes
- Kávási festett oromzatú boronaház
- Hottói istálló
- Lendvajakabfai pajta
- Bagodvitenyédi kamrás disznóól
- Kávási kerekes kút
- Csödei pálinkafőző kunyhó

- Zalalövői hosszúház

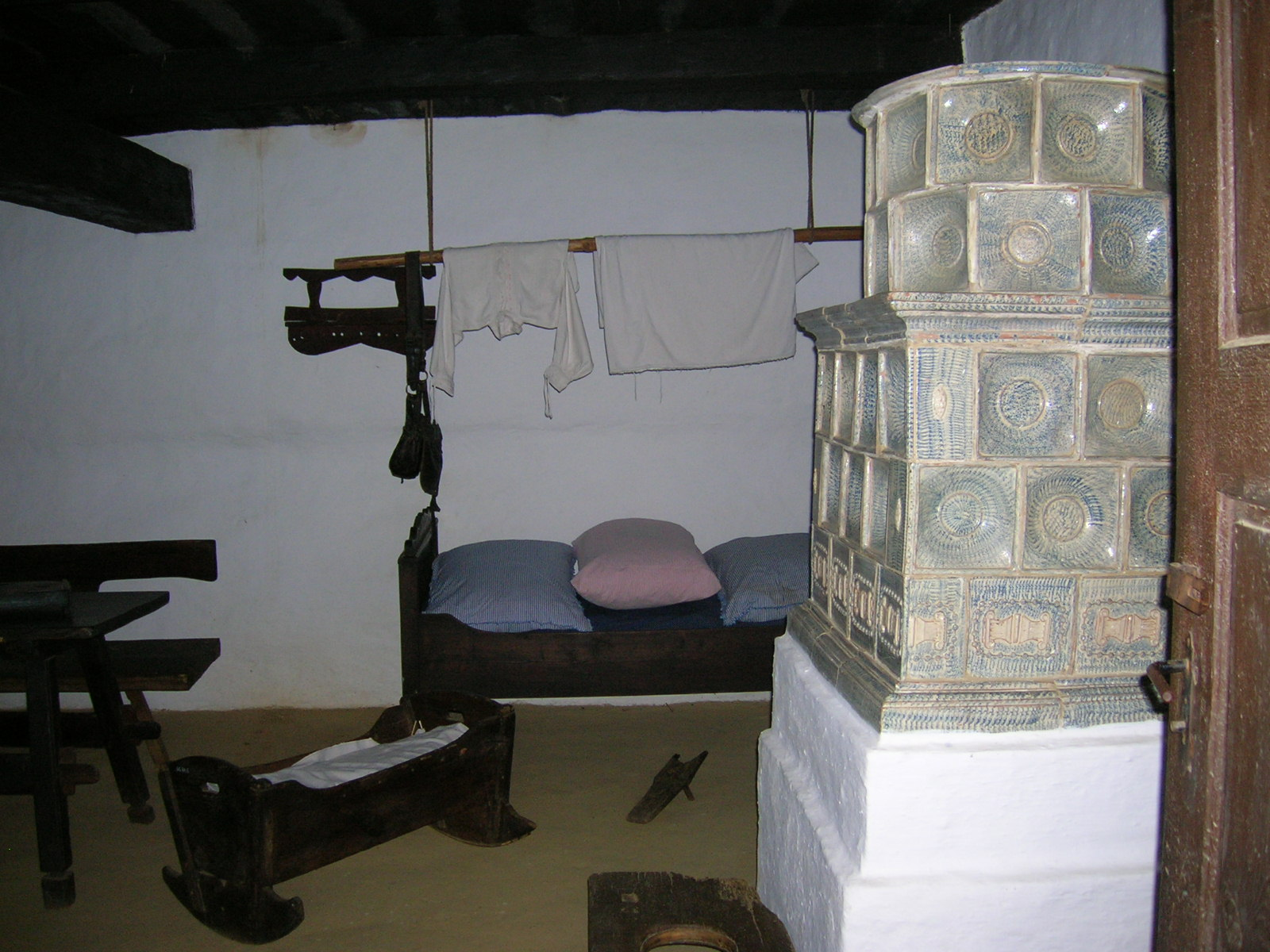
A zalalövői hosszú ház belső tere

Vas- és Zala megye határán fekvő településről származik ez az épület. Az épület különlegességét az adja, hogy a megvásárlásakor nemcsak az épületet sikerült megszerezni, hanem vele együtt sok berendezési tárgyát  is. Ezek közül több látható a kiállításban, ezzel igazán eredetivé és hitelessé téve a múzeumi épületbelsőt. (enteriőrt). A szobákban megmaradtak a régi szemeskályhák, így a ház további különlegessége, hogy saját, régi szobai tüzelőberendezését láthatjuk a falumúzeumban. A lakóházhoz két szoba tartozik, továbbá egy konyha, egy kamra, szín, és az ólak. A bemutatott történeti kép szerint a ház első szobájában a fiatal család lakik, a hátsó szobában az idősebb szülők, a konyhát pedig együtt használják. A fiataloknak van egy csecsemőkorú gyermekük is, amit a szobában látható bölcső jelképez. Az enteriőrben elképzelt történet a férfiak egyik jellemző otthoni tevékenységét, a kosárfonást mutatja be. Leginkább a hosszú őszi estéken dolgoztak fűzvesszővel amelyből sokféle használati eszközt készítettek.  A szobában a modernizáció jeleként egy új világítóeszköz, a petróleumlámpa világít.
- Gombosszegi kamra
- Favágító
- Bondonkút
- Hagyárosböröndi disznóól
- Zalalövői méhes

- 20. Zalalövői hajlított ház

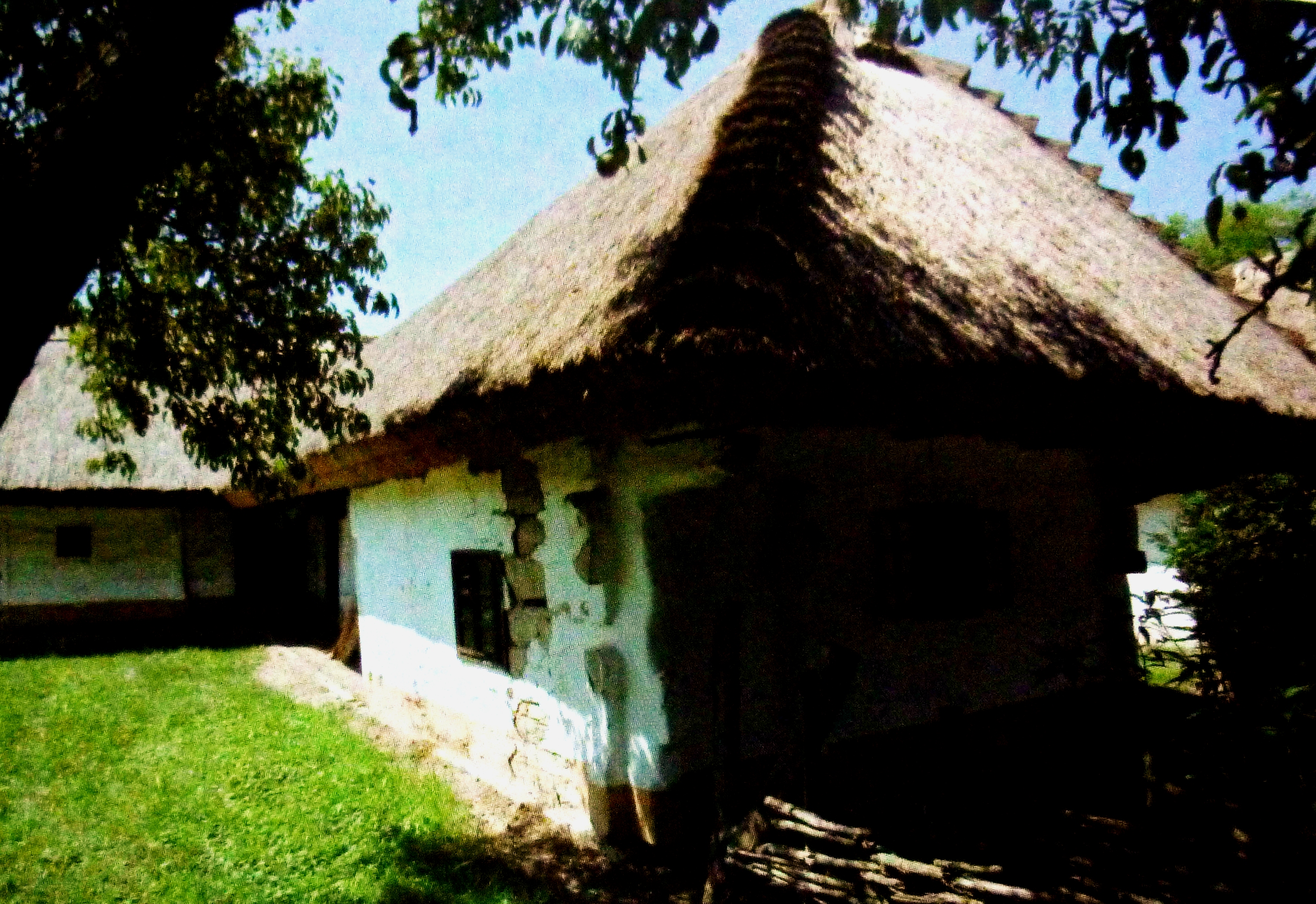
Zalalövői hajlított ház

A többszöri toldással-bővítéssel kialakított zalalövői hajlított ház a Zala-folyó holtága mellett kanyargó út jobb oldali utolsó portáján áll, s ehhez egy különálló zsúptetejű élelmiszertartó kamra, valamint két galambdúc és egy úgynevezett ”torkospajta” is  tartozik. A porta a falumúzeum többi udvarától berendezésében és rendeltetésében is különbözik. Itt oktató kiállítások létrehozása volt a kiállításszervezők célja, ahol foglalkozások és esetlegesen tanórák keretében ismerhető meg a paraszti gazdálkodás, a mindennapi háztartási- és ház körüli munka. A hajlított ház a 19. század közepén épült, jelenleg látható formáját azonban többszöri toldással, átalakítással nyerte el. Eleinte csak egy füstös lakóhelyisége és kamrája volt, majd később a házat – a pitvar rovására – megtoldották. A szobában a szabadon, sározás nélkül hagyott falfelületen jól látható az épülettoldás nyoma, és a boronák (falgerendák) egymáshoz történő illesztésének módja. A konyha melletti kamrából – a lakócsalád létszámának növekedése során – szoba lett, hajlított oldalán pedig további óllal toldották meg.
- Szenterzsébethegyi kamra
- Nagykutasi torkospajta
- harangláb
- Zalacsébi fatemplom, benne id. Joseph Klügel 1796-ban épült hatregiszteres orgonája
- Bárszentmihályfai pajta
- Csödei ház
- Felsőszenterzsébeti füstösház
- Kástu (rekonstrukció)
- Útmenti kereszt
- Pincék
- Dabronci olajütő malom
- Házormok

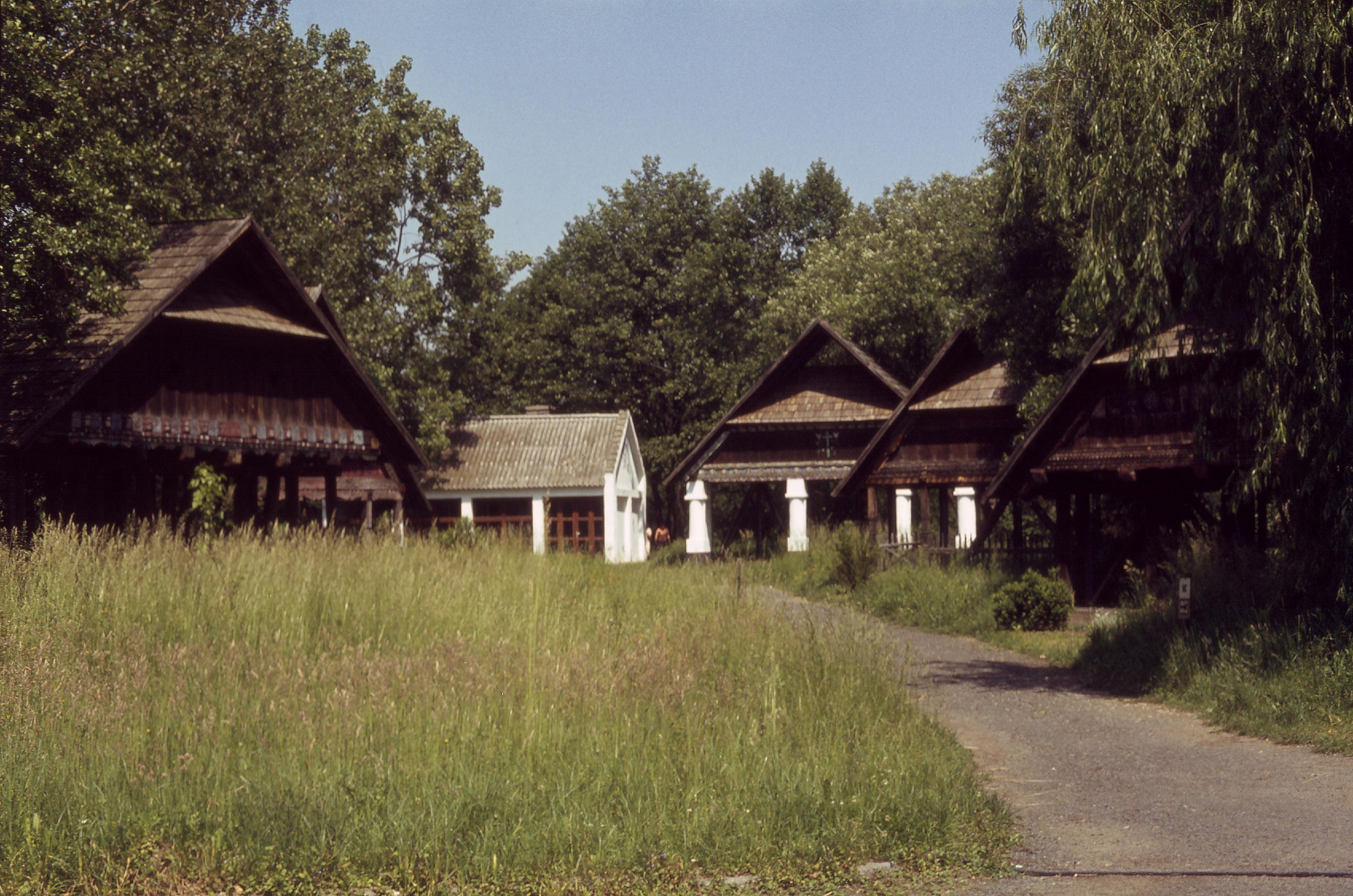
Kiss Tamás: Népiépület-mentések (1964)

A múzeum területén található a Finnugor Néprajzi Park is. Ez a létesítmény a rokon finnugor népek lakóházait, gazdasági és szakrális épületeit, eszközeit és népviseletét mutatja be. Tulajdonképpen a skanzen folytatásának is tekinthető.